# أندريا فيريل
أندريا فيريل (بالإنجليزية: Andrea Ferrell)‏ هي ممثلة أمريكية، ولدت في القرن العشرين في مدينة سولت ليك في الولايات المتحدة.

## وصلات خارجية
- أندريا فيريل على موقع IMDb (الإنجليزية)
- أندريا فيريل على موقع ألو سيني (الفرنسية)
- أندريا فيريل على موقع أول موفي (الإنجليزية)
- أندريا فيريل على موقع قاعدة بيانات الأفلام السويدية (السويدية)
- أندريا فيريل على موقع كينوبويسك (الروسية)